# Bašča
Bašča (cyr. Башча) – wieś w Czarnogórze, w gminie Rožaje. W 2011 roku liczyła 142 mieszkańców.